# Antonello Manacorda
Antonello Manacorda (* 1970 in Turin) ist ein italienischer Geiger, inzwischen vornehmlich als Dirigent tätig.

## Leben
Antonello Manacorda studierte bei Sergio Lamberto am Konservatorium seiner Heimatstadt Violine und schloss mit Auszeichnung ab. Dank eines langjährigen Stipendiums der DeSono Vereinigung für Musik, studierte er bei Herman Krebbers in Amsterdam, Eduard Schmieder und Franco Gulli. 1994 bestellte ihn Claudio Abbado zum Konzertmeister des Gustav Mahler Jugendorchesters. 1997 gründete er dann gemeinsam mit Kollegen und Abbado das Mahler Chamber Orchestra, bei dem er Konzertmeister und Vizepräsident war. Mit dem MCO war er an zahlreichen Tourneen in Europa, Nordamerika und dem Fernen Osten sowie in den renommiertesten Festivals der Welt beteiligt, u. a. unter der Leitung Abbados sowie von Pierre Boulez, Bernard Haitink, Marc Minkowski, Trevor Pinnock, Christopher Hogwood und Daniel Harding.
Große Anerkennung erwarb er sich 2001 mit der Produktion von La Clemenza di Tito in den Opernhäusern der Region Lombardei, entschloss sich dann aber, seine Karriere als Dirigent fortzusetzen, und studierte bei Jorma Panula.
Als Dirigent erhielt er internationale Engagements aufgrund seiner Zusammenarbeit mit dem Pärnu-Stadtorchester in Estland, dem Neuen Kammerorchester Bamberg (dessen künstlerische Leitung er übernahm) und dem Orchester von Padua und Venetien. Im Jahr 2003 wurde Manacorda künstlerischer Leiter der Kammermusik an der Académie Européenne de Musique des Festival d’Aix-en-Provence. 2005 debütierte er mit Helsingborgs symfoniorkester und später mit dem Gävle Symfoni Orkester und wird dann durch das Orchester zu musikalischen Soireen nach Mailand eingeladen. Er assistierte Marc Minkowski in einer neuen Produktion von Les Contes d'Hoffmann an der Opéra National de Lyon und Claudio Abbado für die Vorbereitung einer Ostertournee des Gustav Mahler Jugend Orchesters. 2006 leitete er im Teatro degli Arcimboldi zu Mailand den Barbier von Sevilla von Giovanni Paisiello. Nach Spielzeiten am Teatro Dal Verme in Mailand wechselte er 2010 als Chefdirigent zur Kammerakademie Potsdam, von 2011 bis 2018 war er auch Chefdirigent von Het Gelders Orkest in Arnhem.
2011 begann er zusammen mit Damiano Michieletto das Projekt, im Teatro La Fenice in Venedig die Da-Ponte-Trilogie Mozarts herauszubringen. Im Theater an der Wien übernahm Manacorda im Februar 2016 die musikalische Leitung von Gioacchino Rossinis Otello (Regie: Damiano Michieletto), beim Glyndebourne Festival dirigierte er im Juli 2016 die Neuinszenierung von Hector Berlioz’ Béatrice et Bénédict (Regie: Laurent Pelly). Im November 2019 debütierte er an der Metropolitan Opera New York. An der Wiener Staatsoper dirigierte er im COVID-19-Jahr 2020 eine Neuproduktion von Mozarts Entführung aus dem Serail. Mit der 7. Sinfonie von Franz Schubert, erfolgte im Mai 2022 sein Debüt mit den Berliner Philharmonikern.